# Huls (munitie)

Schema van een centraalvuurpatroon
(1) Kogel (2) Huls (3) Kruit (4) Bodem (5) Slaghoedje

Een huls is bij munitie de houder van de kruitlading die samen met de kogel en het ontstekingsmiddel een patroon vormt.
Bij centraalvuurpatronen bevindt zich achter in de huls het slaghoedje met het slagsas. De huls geeft aan de patroon zijn typische vorm, en is meestal gemaakt van messing, soms van staal, aluminium of kunststof; messing heeft de voorkeur omdat het elastischer is dan staal. Sedert de Eerste Wereldoorlog worden hulzen van militaire munitie soms van staal gemaakt omdat messing vele andere toepassingen heeft, schaarser en dus ook duurder is.